# 企展控股
企展控股有限公司，簡稱企展控股（英語：Enterprise Development Holdings Limited，港交所：1808），在1999年由景百孚創立，名為「北京东方龙马软件发展有限公司」，在2011年5月17日，由台一國際控股有限公司換取上市而來。
現時由賈伯煒為董事長一職，首席執行官為林君誠，業務則在國內經營提供綜合商業軟件方案之軟件業務，總部位於北京市海淀区万寿寺甲四号5层523室 ，以及香港中環德輔道中61-65號華人銀行大廈15樓1502室。

## 連結
- 1808.com.hk （页面存档备份，存于）